# Eustoma exaltatum
Eustoma exaltatum är en gentianaväxtart. Eustoma exaltatum ingår i släktet Eustoma och familjen gentianaväxter.

## Underarter
Arten delas in i följande underarter:
- E. e. exaltatum
- E. e. russellianum